# Рохас, Хосе Мануэль
Хосе́ Мануэ́ль Ро́хас Баамо́ндес (исп. José Manuel Rojas Bahamondes; 23 июня 1983, Талаганте, Столичная область) — чилийский футболист, игравший на позиции защитника. Выступал в сборной Чили.

## Биография
Хосе Мануэль Рохас является воспитанником «Универсидад де Чили». В этой команде он дебютировал в профессиональном футболе в 2003 году и провёл почти всю карьеру, за исключением короткого периода выступлений за аргентинский «Индепендьенте» в 2006 году.
В составе «синих» Рохас трижды становился чемпионом Чили — он выигрывал три турнира Апертуры в 2004, 2009 и 2011 годах. После ухода из команды Мигеля Пинто партнёры по «Универсидад де Чили» избрали в 2011 году Рохаса капитаном команды. В 2016 году Рохас выступал за аргентинский «Бельграно».
Во второй половине 2011 года Рохас стал одним из лидеров своей команды в розыгрыше Южноамериканского кубка, закончившемся триумфом чилийцев. Это была первая победа «Универсидад де Чили» в международных турнирах под эгидой КОНМЕБОЛ.

## Достижения
- Чемпион Чили (6): Ап. 2004, Ап. 2009, Ап. 2011, Кл. 2011, Ап. 2012, Ап. 2014
- Вице-чемпион Чили (1): Кл. 2005
- Обладатель Кубка Чили (2): 2012/13, 2015
- Обладатель Суперкубка Чили (1): 2015
- Обладатель Южноамериканского кубка (1): 2011
- Обладатель Кубка Америки (1): 2015